# 昌昌夫人
昌昌夫人（？—780年）金氏，新羅第36代君主惠恭王的次妃。
《三国史记》记载昌昌夫人是伊湌金璋之女，《三国遗事》记载昌昌夫人是金將角干女儿。史书没有记载她入宮歲月。惠恭王十六年（780年），伊湌金志貞叛乱，聚衆圍攻宮闕。四月，上大等金良相與伊湌金敬信，擧兵誅金志貞等，惠恭王與新寶王后、昌昌夫人都被亂兵所害。